# Lambert-sor
A Lambert-sor a matematikában egy
{\displaystyle S(q)=\sum _{n=1}^{\infty }a_{n}{\frac {q^{n}}{1-q^{n}}}.}
alakú sor. Formálisan átírható a következőképpen:
{\displaystyle S(q)=\sum _{n=1}^{\infty }a_{n}\sum _{k=1}^{\infty }q^{nk}=\sum _{m=1}^{\infty }b_{m}q^{m}}
ahol az új sor együtthatói an és a konstans 1 függvény Dirichlet-konvolúciójával számítható ki:
{\displaystyle b_{m}=(a*1)(m)=\sum _{n\mid m}a_{n}.\,}
Ez a sor a Möbius-féle megfordítási formulával invertálható, és a Möbius-transzformáció egy példája.

## Példák
Mivel ez az utóbbi tipikus számelméleti összeg, majdnem minden multiplikatív számelméleti függvény egzaktul összegezhető, ha Lambert-sorként van megadva. Így például
{\displaystyle \sum _{n=1}^{\infty }q^{n}\sigma _{0}(n)=\sum _{n=1}^{\infty }{\frac {q^{n}}{1-q^{n}}}}
ahol {\displaystyle \sigma _{0}(n)=d(n)} az n szám pozitív osztóinak száma.
Magasabb rendű osztófüggvényekre
{\displaystyle \sum _{n=1}^{\infty }q^{n}\sigma _{\alpha }(n)=\sum _{n=1}^{\infty }{\frac {n^{\alpha }q^{n}}{1-q^{n}}}}
ahol  {\displaystyle \alpha } tetszőleges komplex szám, és
{\displaystyle \sigma _{\alpha }(n)=({\textrm {Id}}_{\alpha }*1)(n)=\sum _{d\mid n}d^{\alpha }\,}
az osztófüggvény.
Azok a Lambert-sorok, amelyekben an-nek trigonometrikus függvények, például an = sin(2n x), a Jacobi-féle théta-függvények logaritmikus deriváltjainak különféle kombinációiként értékelhetők ki.
A többi ismert Lambert-sor közé tartozik a {\displaystyle \mu (n)} Möbius-függvényé:
{\displaystyle \sum _{n=1}^{\infty }\mu (n)\,{\frac {q^{n}}{1-q^{n}}}=q.}
A {\displaystyle \phi (n)} Euler-függvény:
{\displaystyle \sum _{n=1}^{\infty }\varphi (n)\,{\frac {q^{n}}{1-q^{n}}}={\frac {q}{(1-q)^{2}}}.}
A  {\displaystyle \lambda (n)} Liouville-függvény:
{\displaystyle \sum _{n=1}^{\infty }\lambda (n)\,{\frac {q^{n}}{1-q^{n}}}=\sum _{n=1}^{\infty }q^{n^{2}}}
ahol a bal oldali összeg a Ramanudzsan-féle théta-függvényhez hasonló.

## Alternatív alak
Elvégezve a {\displaystyle q=e^{-z}} helyettesítést a sor egy másik, gyakran használt alakját kapjuk:
{\displaystyle \sum _{n=1}^{\infty }{\frac {a_{n}}{e^{zn}-1}}=\sum _{m=1}^{\infty }b_{m}e^{-mz}}
ahol
{\displaystyle b_{m}=(a*1)(m)=\sum _{d\mid m}a_{d}\,}
mint előbb. A Lambert-sor ebben az alakjában, {\displaystyle z=2\pi } helyettesítéssel a Riemann-féle zéta-függvény definíciójában látható páratlan egész értékeire.

## Alkalmazása
Az irodalomban különféle összegeket neveznek Lambert-sornak. Például, mivel {\displaystyle q^{n}/(1-q^{n})=\mathrm {Li} _{0}(q^{n})} polilogaritmikus függvény, ezért minden
{\displaystyle \sum _{n=1}^{\infty }{\frac {\xi ^{n}\,\mathrm {Li} _{u}(\alpha q^{n})}{n^{s}}}=\sum _{n=1}^{\infty }{\frac {\alpha ^{n}\,\mathrm {Li} _{s}(\xi q^{n})}{n^{u}}}}
alakú sort nevezhetünk Lambert-sornak, feltéve, hogy a paraméterek megfelelők.  Emiatt
{\displaystyle 12\left(\sum _{n=1}^{\infty }n^{2}\,\mathrm {Li} _{-1}(q^{n})\right)^{\!2}=\sum _{n=1}^{\infty }n^{2}\,\mathrm {Li} _{-5}(q^{n})-\sum _{n=1}^{\infty }n^{4}\,\mathrm {Li} _{-3}(q^{n}),}
ami teljesül minden komplex q-ra, ami nincs az egységkörön, és ez a Lambert-sorra vonatkozó azonosságnak tekinthető.
Ez következik több, Ramanudzsan által kiadott azonosságból. Ramanudzsan munkásságának nagy részét Bruce Berndt dolgozta fel.

## Fordítás
- Ez a szócikk részben vagy egészben  a   Lambert series című angol Wikipédia-szócikk fordításán alapul.  Az eredeti cikk szerkesztőit annak laptörténete sorolja fel. Ez a jelzés csupán a megfogalmazás eredetét és a szerzői jogokat jelzi, nem szolgál a cikkben szereplő információk forrásmegjelöléseként.